# شیریکی پیچ
شیریکی پیچ Shirikipich _ Shyryky screw شناسه استاندارد رشته در سازمان صنایع دستی ۷–۵۴/۵۴/۲/۳ یکی از انواع زیراندازهای ایرانی است که در زیرمجموعه صنایع دستی کاربردی در گروه بافته‌های داری قرار می‌گیرد. به عنوان گلیم شیرکی‌پیچ نیز از آن یاد شده است و در اصطلاح محلی به نوع ریز بافت آن گلیم سوزنی هم می‌گویند.

## مواد اولیه
ماده اصلی و اولیه آن پشم است، با این تفاوت که پود نازک آن از نخ پشمی یا نخ ابریشمی رنگی است. پود نمره ۲۰ دو لا و نمره ۱۰ دو لا برای تار در نوع سوزنی و نازک آن و همین‌طور پود نمره ۶ دو لا و تار نمره ۵ سه لا برای شیریکی‌پیچ معمولی استفاده می‌شود.

## ابزار کار
مانند سایر بافته‌های داری، از دار و ابزار مربوط استفاده می‌شود. دار آن در اندازه‌های ۵/۲ در ۲۰/۱ یا ۵/۳ در ۲ متر از دو تیر چوبی یا فلزی موازی با فاصله عرض گلیم و دو تیر عمودی تشکیل شده است. در میان چله‌ها دو چوب عمود به نام‌های گرد و پس‌گرد قرار می‌گیرد که تار و پود را از هم جدا می‌کند. در قسمت بالایی دار یا سر دار کلاف‌های نخ پشمی جا دارند. مانند قالی و گلیم از دفتین نیز استفاده می‌شود و در بعضی مناطق برای پس و پیش کردن پس‌گرد از ابزاری به نام شاخ، بهره می‌گیرند.

## روش و مراحل تولید
از نظر تکنیک بافت بین گلیم و قالی قرار دارد، به این صورت که دار آن شبیه گلیم و بافت آن شبیه قالی است، با این تفاوت که سر گره‌ها مانند قالی در روی کار آزاد نمی‌شود، بلکه به دور تارها پیچیده شده و به پشت کار برده می‌شود و سپس رها می‌گردد. پود نازک موجب می‌شود گره‌ها در جای خود محکم شوند و از همین رو به این روش بافت پودپیچی گفته می‌شود.
مراحل بافت به این ترتیب است: ابتدا مانند انواع گلیم چله‌کشی صورت می‌گیرد. سپس ساده بافی یک تار از زیر و یک تار از رو انجام می‌شود. بافت حاشیه و بافت زمینه به صورت پودپیچی، مرحله بعدی است که به آن گره‌زنی می‌گویند. شیوه بافت رج به رج است که برای استحکام بعد از اتمام هر رج، توسط پودی نازک پودگذاری می‌شود. در برخی مناطق یک پود و در بعضی مناطق دو پود گذاشته می‌شود که با اینکه موجب سرعت در بافت می‌گردد، ولی زیبایی گونه اول بیشتر است. گره‌های رایج در شیریکی‌پیچ، یکی گره متن است که پود از روی دو چله می‌گذرد و سپس به پشت برمی‌گردد و از زیر رشته رو عبور می‌کند و گره دیگر موسوم به آب‌دوزی است.
در پایان، عملیات تکمیلی شامل سوزاندن نخ‌های اضافی پشت گلیم، سوزاندن نخ‌های اضافی سطح گلیم، شستشو، دارکشی و بخار دادن انجام می‌شود.

## انواع
به ندرت می‌توان در میان گلیم‌های شیریکی‌پیچ، دو نقش همانند یافت؛ چون نقوش، ترکیب‌بندی و رنگ‌ها بیانگر اندیشه و احساس بافنده‌اند و شادی و اندوه او در سردی و گرمی رنگ تبلور می‌یابد و نشانه‌های ذهنی یا تقلیدی را در شکل‌دادن نقوش از محیط و طبیعت و از باورها، عادات، سنت‌ها الهام می‌گیرد.
شیریکی‌پیچ مانند قالی دارای انواعی با حاشیه و نقوشی متنوع است. زمینه رنگ آن اغلب نخودی، شیری، سفید، قرمز، آبی، سرمه‌ای و… است و در نقوش آن از همه رنگی استفاده می‌شود، یشمی، چمنی، مشکی، قهوه‌ای، نارنجی، زرد، قرمز، صورتی، آبی و…
از نظر نقوش زمینه از تصاویر حیوانات (بز، آهو، شیر، اسب، سگ، گربه، ماهی، فیل، زرافه و…)، پرندگان (لک‌لک، طاووس، طوطی، کبوتر، گنجشک، اردک، خروس و…)، گیاهان (بته جقه: بته شاهی سروی، کِتری، لاله باز و بسته، گل شول، خوشه انگوری، گلدان پایه بلند و..)، ترنج کشیده، گرد و ستاره‌ای (در نقوش بابابیگی، موسی‌خانی، شکارگاهی) و نقوش هندسی متقارن و نامتقارن استفاده می‌شود.
حاشیه آن نیز انواعی دارد: حاشیه قلیچ‌بافی، برگه‌دار، انگوری، هفت رنگ، مِداخل، عنکبوتی، بادامی، مارپیچ، اره‌ای، پروانه‌ای، قجری
همچنین برای پر کردن فضاهای خالی میانی، از خرده نقش‌هایی استفاده می‌شود که برخی از آنها عبارتند از: قلاب، گل ستاره، گل چارقدی، گل افغانی، چرخک، گل هشت‌پر و…. بافندگان از دیرباز بر این باور بوده‌اند که اگر بخشی از بافته‌شان بی‌نقش بماند، روح بد یا اهریمن در آن نقطه جا می‌گیرد و اثر نیکش را باطل می‌کند؛ از همین رو خرده‌نقش‌ها نیز به‌عنوان جا پر کن، در شکل‌دادن به کلیت اثر اهمیت خاص خود را دارند.

## موارد مصرفی
به عنوان زیرانداز استفاده می‌شود.

## مراکز
شیرکی‌پیچ از صنایع دستی استان کرمان است که در شهرستان سیرجان، شهر کرمان و مناطق شهری، روستایی و عشایری بافت تولید می‌شود. آموزش آن نیز در کارگاه‌های انفرادی و گروهی بافت شیریکی‌پیچ صورت می‌گیرد. این محصول در مراکز فروش صنایع دستی و زیرانداز در سطح استان عرضه می‌شود.
لازم است ذکر شود که دست‌بافته‌ای بسیار شبیه به شیریکی‌پیچ در استان‌های آذربایجان شرقی و اردبیل بافته می‌شود که «ورنی» نام دارد، ولی از لحاظ نقوش متفاوت است.

## شیوه نگهداری
باید از رطوبت مداوم، حرارت و آتش محفوظ بماند. همچنین در معرض اشعه مستقیم و مداوم خورشید و اشیای نوک تیز و برنده قرار نداشته باشد. برای شستشوی آن از سفیدکننده‌های شیمیایی استفاده نشود و با آب ولرم و صابون شسته شود.